# Wateringen
Wateringue, en néerlandais Wateringen, est un village situé dans la commune néerlandaise de Westland, dans la province de la Hollande-Méridionale. Le 1er janvier 2008, le village comptait 13 950 habitants. Le village fait partie de l’agglomération de La Haye.

## Histoire

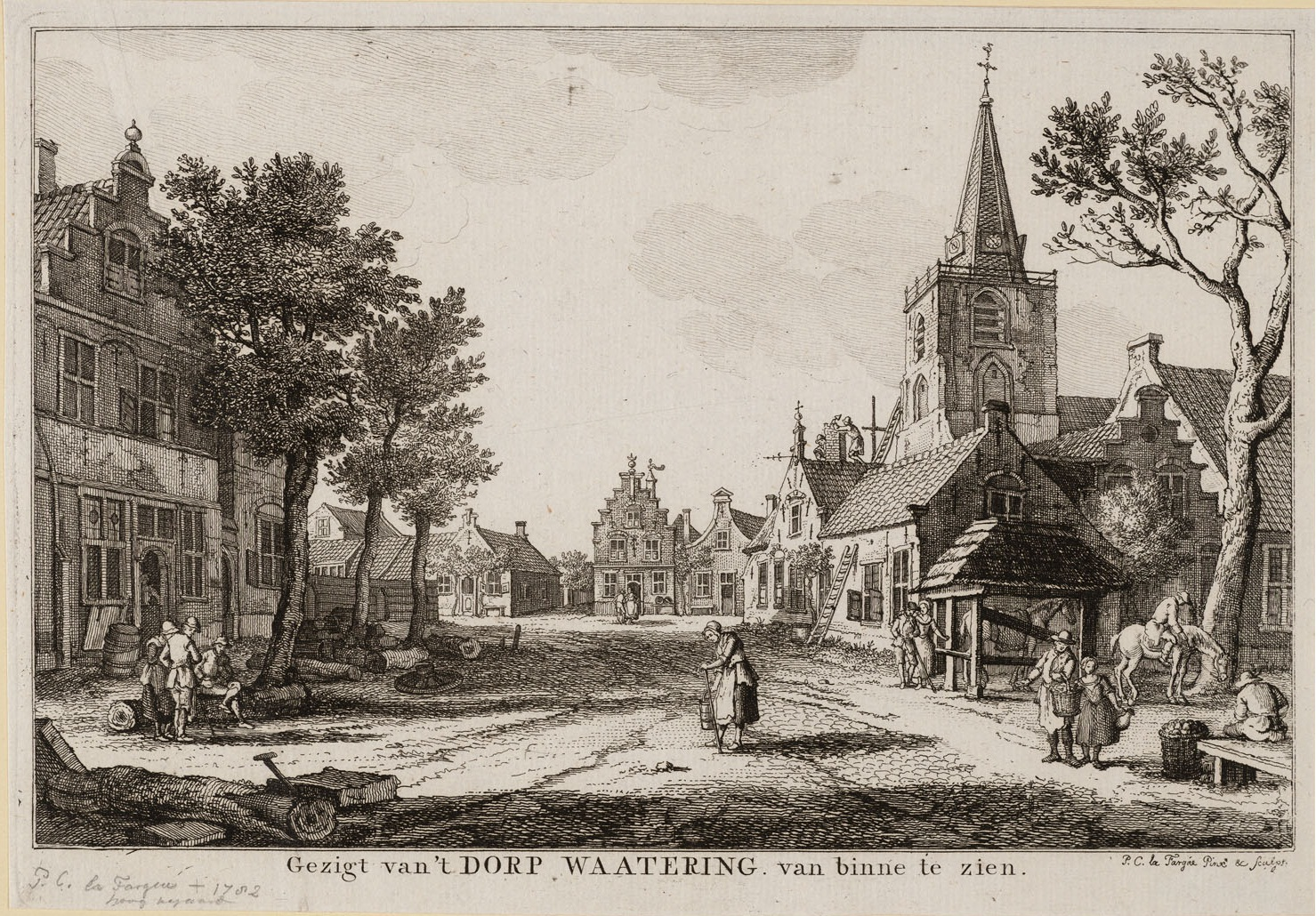
Vue du village de Wateringen, 1782, avec la place et l'église réformée, la Hervormde Kerk.

Wateringen, située sur un digue face à la mer qui s'étend le long de la côte sud de la Hollande, a été habitée très tôt. À l'époque romaine, une voie romaine qui longeait le Canal de Corbulon, de Naaldwijk au Forum Hadriani, est devenue l'actuelle Herenstraat. Plusieurs fondations de maisons et des champs de crémation de cette époque ont été découverts à proximité de cette route en 2006 et en 1997, quatre bornes milliaires ont été découvertes à Wateringse Veld (nl). La borne milliaire la plus ancienne trouvée datait de l'an 151 et la plus récente de 250. Après le départ des Romains vers 275, la zone fut désertée.[2] En 1946, des découvertes de la période carolingienne (750-950) furent également réalisées lors de fouilles dans la Harry Hoekstraat. Le village a commencé comme un hameau né à la fin du XIIIe siècle sur une digue le long de l'étendue d'eau appelée Wetering, d'où le village tire son nom. En 1250, l'amt reçut Ogier van den Hoek comme seigneur. Son fils Gerrit commença à s'appeler Van Wateringen et fit construire un château, le Hof van Wateringen (nl). Ce château a été mentionné pour la première fois en 1282 et a été construit à l'emplacement actuel de l'Hofpark. La famille Van Wateringen s'est éteinte dans sa branche masculine en 1386, après quoi l'amt est entré dans les possessions de la famille Van Naaldwijk en 1432. Le château fut démoli en 1485 et un monastère cistercien fut construit sur son emplacement. Ce monastère fut démoli en 1573 lors de la guerre de Quatre-Vingts Ans. Régent de Delft, Jacob Huygensz. Van der Dussen, fit construire un domaine rural sur le même site en 1600. Le domaine rural fut démoli en 1806 et il ne resta plus que le Hofhuis qui servait de ferme. Une chapelle fut fondée dans le village en 1257. Environ 100 ans plus tard, une église est élevée sur ce site. La tour de l'église réformée actuelle date de cette époque ; la nef a été construite vers 1450.[3][4]
À partir de 1800, le village commença à se développer. Cela était dû en grande partie à la renaissance de l’horticulture et du commerce. Une église catholique fut construite en 1806. En 1850, le nombre d'habitants était passé à 1600. Le moulin à farine de 1568 fut remplacé en 1869 et après un incendie en 1880, un nouveau apparut. Ce moulin Windlust a été restauré en 1972. Un bâtiment de vente aux enchères de fruits et légumes a été construit derrière le moulin à farine en 1898. Cette vente aux enchères a disparu après avoir été fusionnée avec la vente aux enchères de Westland Noord en 1970.[4]
Après 1900, le village s'agrandit considérablement et le premier quartier résidentiel planifié du village fut créé près du Hof avec la Wilhelminastraat, la Julianastraat, la rue Willem III et l'Emmastraat. La place du village a également radicalement changé dans les années 1930. Les anciens bâtiments de la place ont été démolis pour faire place à une nouvelle sacristie, l'hôtel de ville de Wateringen, le garage VIOS et l'église réformée ont été rénovés. En 1900, l'ancienne église catholique a été remplacée par l'actuelle église Saint-Jean-Baptiste de la Herenstraat.[6]
Après la Seconde Guerre mondiale, de nouvelles zones résidentielles ont été construites autour du Hof, au sud de la Herenstraat et à l'est de la Dorpsstraat et le canal traversant le village a été comblé.[6] Jan van Beurden a été amené à Wateringen en tant qu'architecte municipal. Il a marqué de son empreinte la reconstruction de Wateringen et de ses environs grâce à la conception de plus de deux cents bâtiments.[7]
En 1994, une partie du territoire du Wateringse, le Wateringse Veld, fut annexée par La Haye. La commune de Wateringen a cessé d'exister lorsqu'elle a fusionné avec la commune de Westland en 2004.
Wateringen a été une commune indépendante jusqu'au 1er janvier 2004 date à laquelle elle a fusionné avec De Lier, 's-Gravenzande, Monster et Naaldwijk pour former la nouvelle commune de Westland.

## Galerie

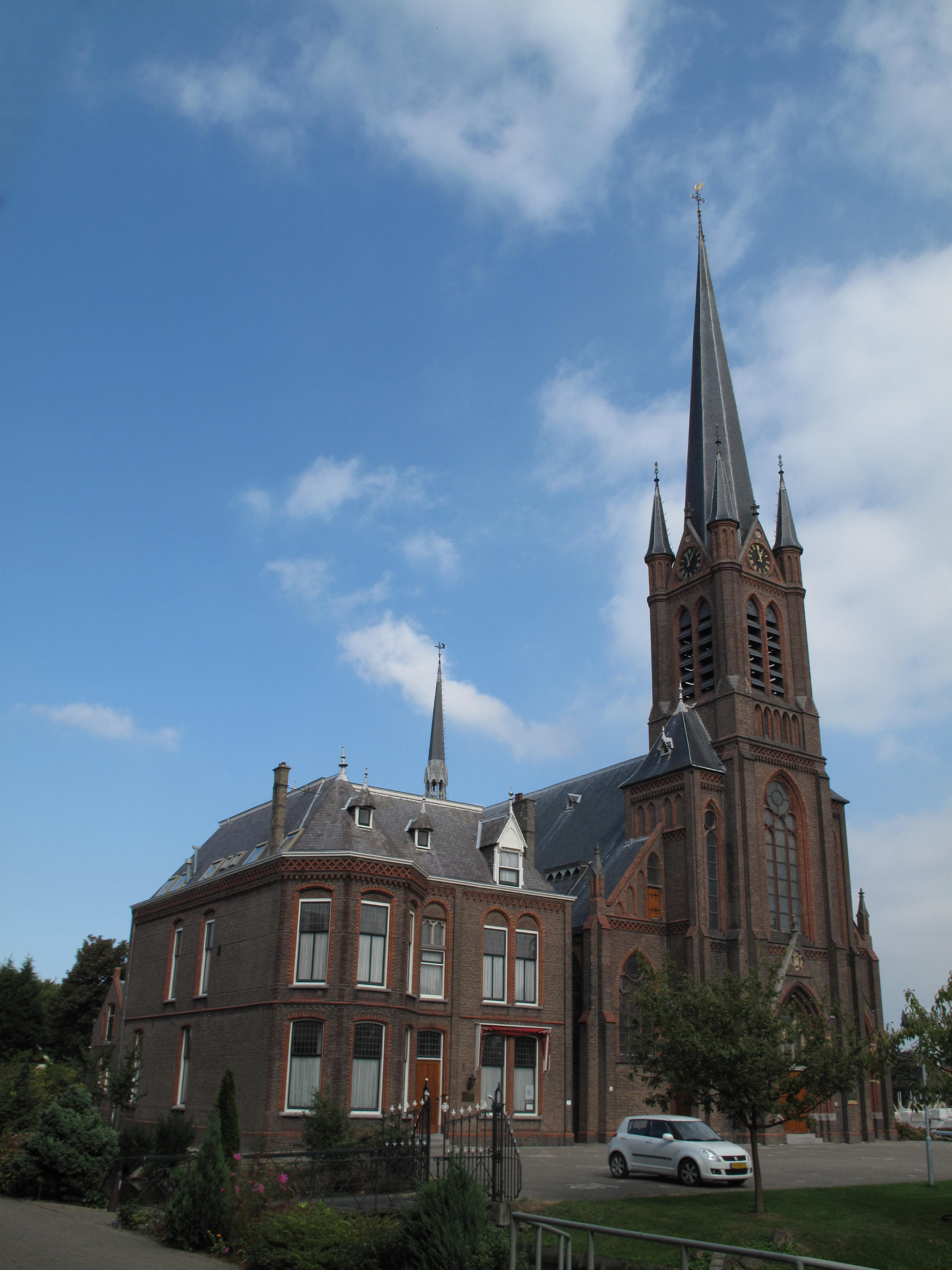
L'église la Sint Jan de Doperkerk

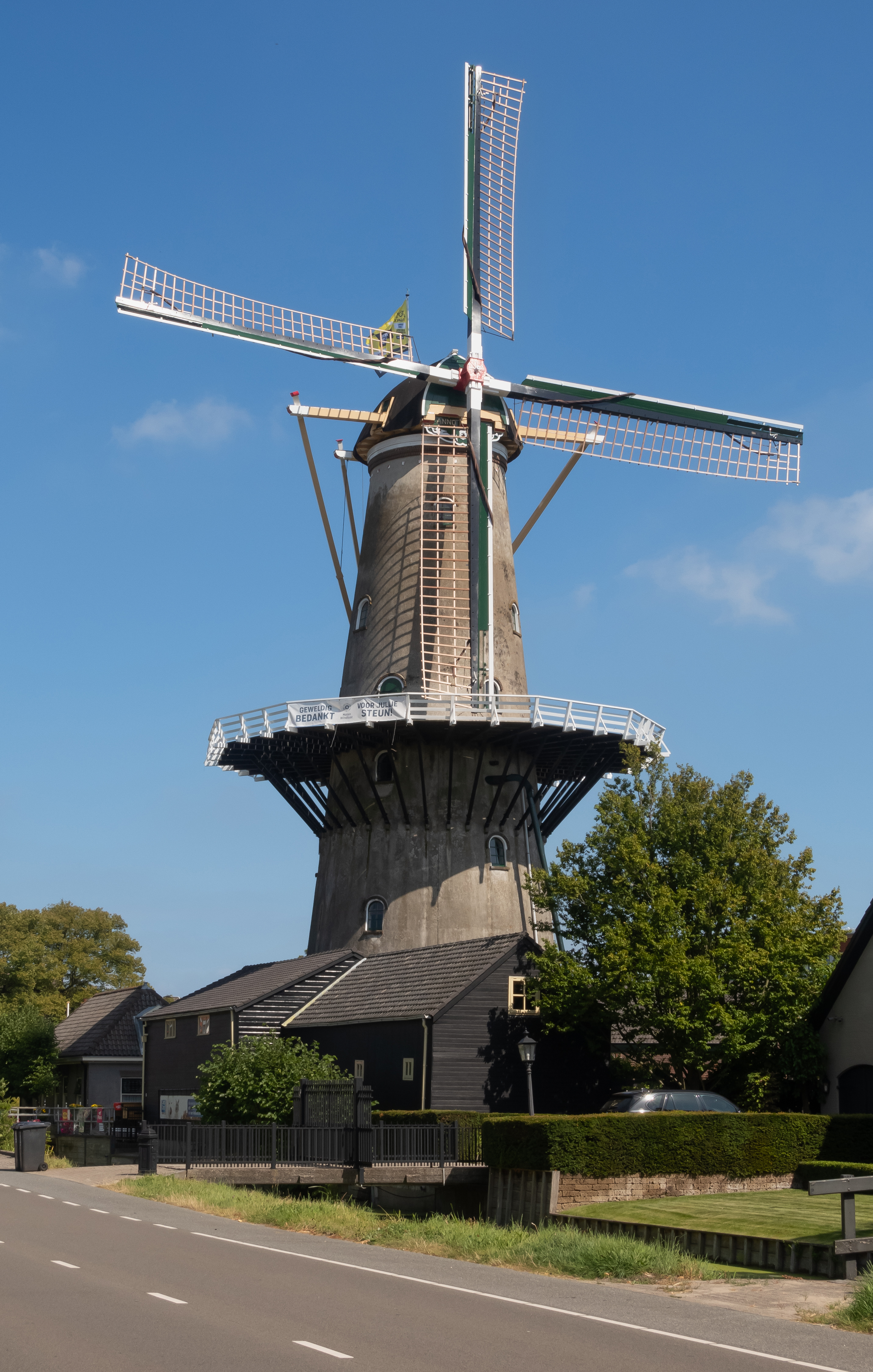
Le moulin Windlust